# Roses

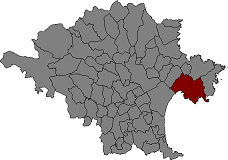
Położenie gminy na mapie comarki Alt Empordà

Roses (hiszp. Rosas) – gmina w Hiszpanii,  w Katalonii, w prowincji Girona, w comarce Alt Empordà.
Powierzchnia gminy wynosi 45,91 km². Zgodnie z danymi INE, w 2005 roku liczba ludności wynosiła 15 535, a gęstość zaludnienia 338,38 osoby/km². Wysokość bezwzględna gminy równa jest 5 metrów. Współrzędne geograficzne gminy to 42°15'50"N, 3°10'46"E.

## Miejscowości
W skład gminy Roses wchodzi dziesięć miejscowości, w tym miejscowość gminna o tej samej nazwie:
- Canyelles, l’Almadrava i Santa Rosa de Puig-Rom – liczba ludności: 1061
- La Garriga i el Cortijo – 109
- El Mas Boscà, Argonautes i el Card – 294
- El Mas Fumats – 282
- El Mas Mates – 983
- El Mas Oliva – 814
- Montjoi – 6
- Roses – 9691
- Santa Margarida i el Salatar – 1375
- Suredes d’en Mairo, els Grecs i la Muntanyeta – 920

| 1991   | 1996   | 2001   | 2004   | 2005   |
| ------ | ------ | ------ | ------ | ------ |
| 10 303 | 11 483 | 12 726 | 14 687 | 15 535 |